# Kate Miller-Heidke
Kate Miller-Heidke (n. 16 noiembrie 1981, Brisbane, Queensland, Australia) este o cântăreață, compozitoare și actriță australiană. Deși a fost instruită clasic, ea a urmat o carieră în muzica pop alternativă. Ea a semnat contracte cu casele de discuri Sony Australia, Epic în SUA și RCA în Marea Britanie, dar acum este un artist independent. Ea a reprezentat Australia la Concursul Muzical Eurovision 2019 din Tel Aviv, Israel, plasându-se pe locul 9. Este singura persoană care să fi cântat la festivalul Coachella, Metropolitan Opera, și la Eurovision.

## Tinerețe
Kate s-a născut în Gladstone, Queensland. Mama sa, Jenny Miller, a fost profesoară de dans iar tatăl său, Greg Heidke, a fost directorul unui liceu. Kate a absolvit St Aidan's Anglican Girls' School, după o încercare eșuată de a trece prin Brigidine College, Indooroopilly. După terminarea facultății Kate, la momentul respectiv fiind cântăreață de muzică clasică, câștigă numeroase premii, cum ar fii Premiul Elizabeth Muir (2000), Premiul Donald Penman (2001), Premiul Memorial Linda Edith Allen (2002), și Premiul Horace Keats (2002). 
Kate a jucat în operetele "Orfeu în infern" (2000), "Venus și Adonis" (2002) și "Procesul lui Pilgrim" (2002). 